# Мушенко, Иван Наумович
Иван Наумович Мушенко (1871—1950, Москва) — горный инженер, депутат Государственной думы II созыва от Курской губернии.

## Биография
Происходил из крестьянской семьи села Великомихайловка. Окончил сельскую школу, духовную семинарию, и затем Горный институт в Санкт-Петербурге. Получил специальность горного инженера. Заведовал земской сапожной мастерской в слободе Велико-Михайловка Новооскольского уезда Курской губернии. В течение 5 лет был сельским учителем. Состоял в партии социалистов-революционеров, организатор крестьянских митингов, источник тех лет сообщает о Мушенко, что он "оратор, мастерски владеющий простонародной речью".

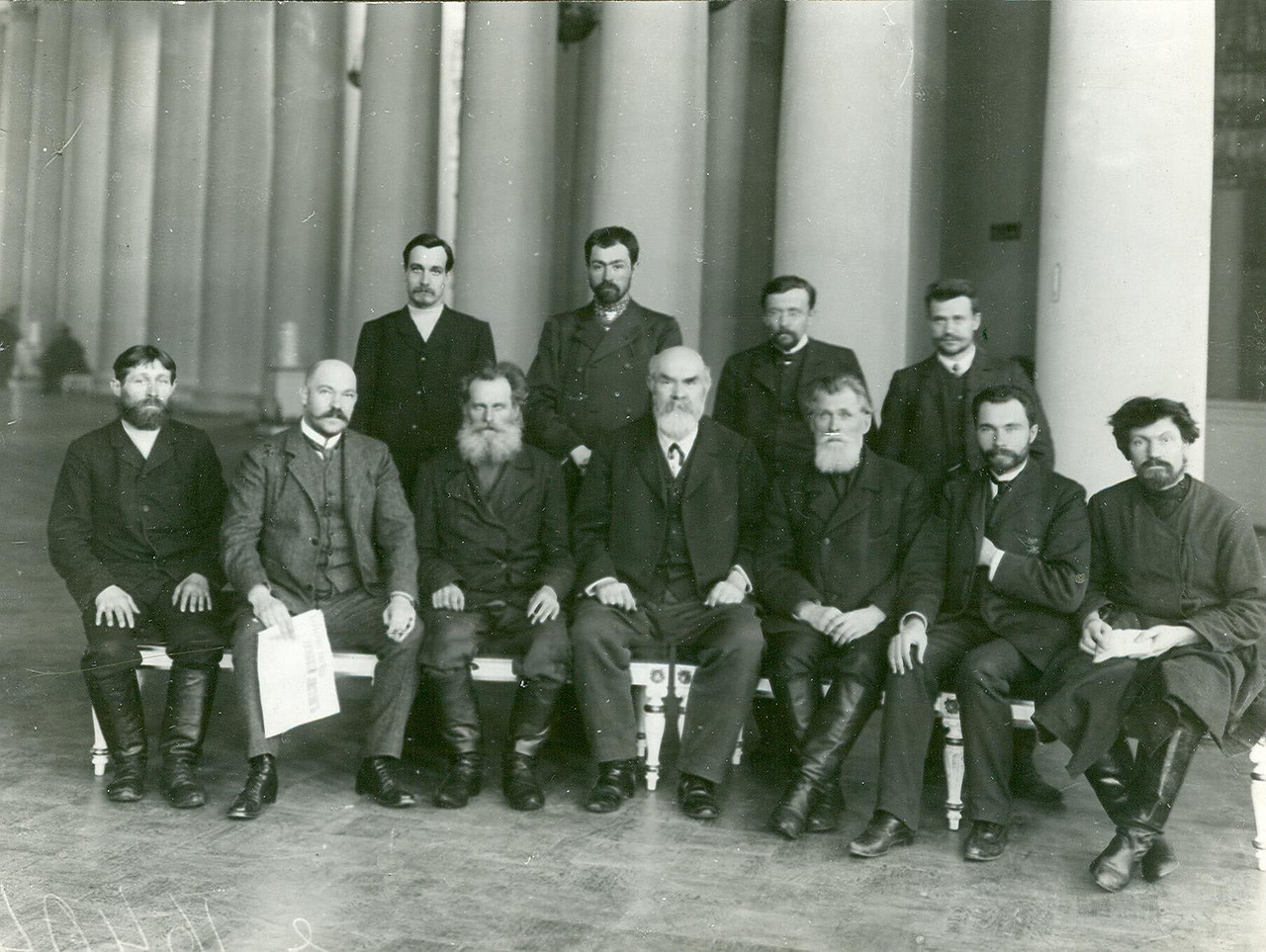
Депутаты II Государственной Думы от Курской губернии. Первый ряд — А. Е. Афанасьев, К. Ф. Тахтамиров, Н. O. Оводов, В. И. Долженков, С. И. Волков, И. Н. Мушенко, И. Е. Пьяных. Второй ряд — А. И. Русанов, П. С. Лохвицкий, Р. Я. Смирнов, Д. К. Белановский

7 февраля 1907 избран в Государственную думу II созыва от общего состава выборщиков Курского губернского избирательного собрания. В думе вошёл в состав группы Социалистов-революционеров. Состоял  распорядительной, аграрной комиссиях и комиссии по народному образованию Думы. Выступил с докладом по аграрному вопросу от имени фракции социалистов-революционеров.
12 сентября 1907 года волостной сход слободы Велико-Михайловки предложил Ивану Мушенко снова баллотироваться в уполномоченные по выборам в III Государственную думу с перспективой вновь стать депутатом. Мушенко ответил: «Как хотите, господа, хотите выбирайте, хотите нет, это дело ваше, но я сознаю — выбирать бесполезно, так как по новому закону уполномоченных от крестьян на губернию будет всего 31 человек, а от помещиков — 71, следовательно, крестьяне сделать для себя ничего не могут». Крестьяне заявили: «Что мы, будем выбирать для того, чтобы хороших людей ссылали?» После чего сход отказался выбирать уполномоченных. Мушенко и других его односельчан обвинили в возбуждении к массовому воздержанию от участия в выборах. Согласно закону Мушенко, Шапошников, Кравцов и Лозовой подлежали «суду Курского окружного суда без участия присяжных заседателей». Только 26 августа 1909 года был вынесен приговор, что сход 12 сентября 1907 года  собрался в незаконном неполном составе (необходимо было 160 выборщиков, а присутствовало только 139). Иван Мушенко отказался от выборов, мотивируя свой отказ тем, что его не утвердят, а в таком заявлении Мушенко не заключаются признаки приписываемого ему преступного деяния. По сим основаниям суд определяет: крестьян Ивана Мушенко, Фёдора Шапошникова, Пантелеймона Кравцова и Гордея Лозового «считать оправданными по суду, приняв судебные издержки на счёт казны».
При отсутствии личных средств, взяв кредит, построил в Великомихайловке паровую мельницу. Мельница была выписана из Англии и её устанавливал английский инженер. Расплатиться с долгами Мушенко смог только перед самой революцией. В 1911 году работал в Киеве, в 1912 в Кельце, после чего семья (к этому времени у Мушенко были две дочери) возвратилась в Великомихайловку. В 1916 году переехал в Юзовку, где работал по специальности. 
По-видимому, к 1917 отошёл от политической деятельности и вышел из партии эсеров. Якобы отказался от работы во Временном правительстве.
В 1921 Мушенко с семьей снова вернулся в Великомихайловку, Мушенко "взял патент" (арендовал?) на собственную мельницу. В 1928 семья переехала в Москву. Поселился в отдельном доме на Воробьёвском шоссе. Работал в Технической энциклопедии. Скончался в 1950 году.

## Семья
- Жена (с 1908 года) — Клавдия Михайловна урождённая Иванова, выпускница высших женских Бестужевских курсов, учительница русского языка и литературы[1].
  - Дочь — Алла (1911, Киев — ?)[1]
  - Дочь — Татьяна (1912, Кельце — ?)[1]
  - Сын  — Георгий (1916, Юзовка — ?)[1]
- Брат — Яков Наумович Мущенко, руководил работой мельницы в Великомихайловке с 1916 по 1921 год[1]

### Архивы
- Российский государственный исторический архив. Фонд 1278. Опись 1 (2-й созыв). Дело 276; Дело 604. Лист 18.